# Iwan Andrejewitsch Hermann
Iwan Andrejewitsch Hermann (russisch Иван Андреевич Герман; * 27. Märzjul. / 8. April 1875greg. in Kiew; † 23. Oktober 1933 in Sotschi) war ein russischer Architekt.

## Leben

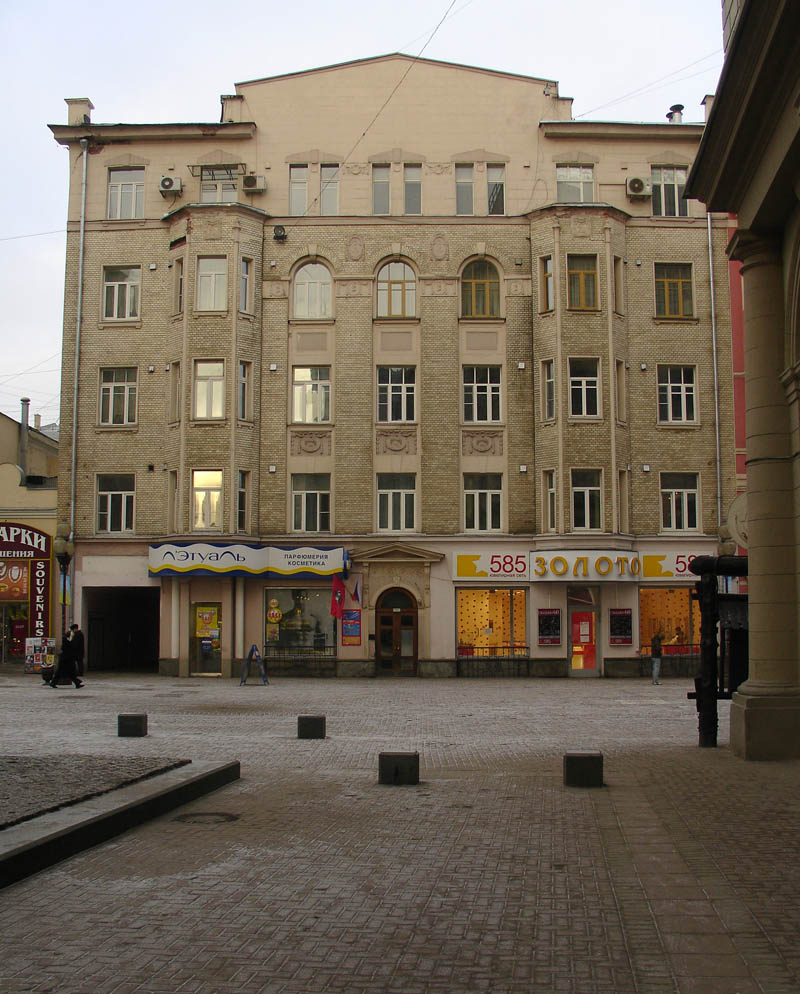
Mietshaus, Arbat 40, Moskau

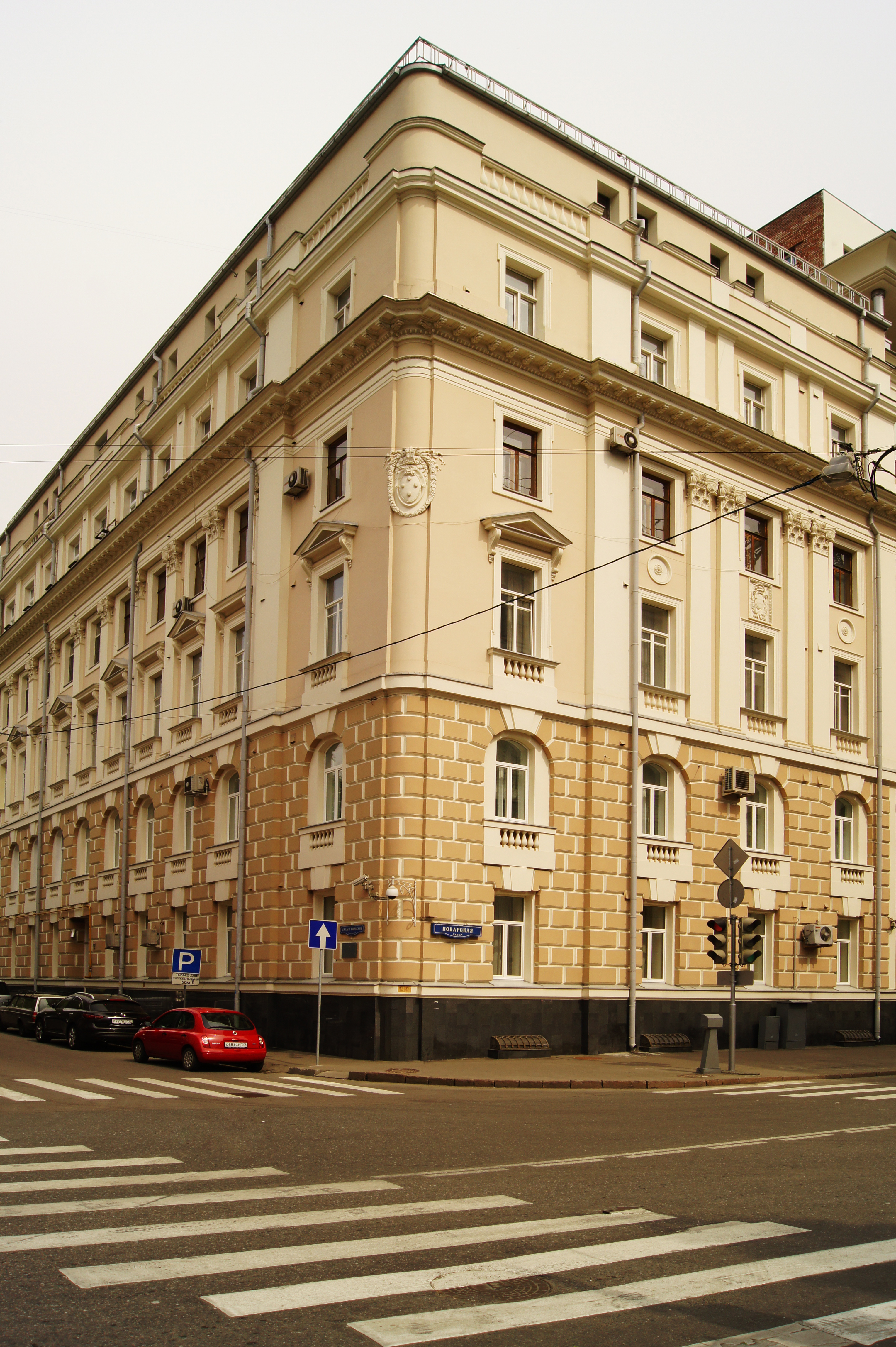
Mietshaus, Powarskaja Uliza 28, Gebäude 1, Moskau

Hermann studierte an der Moskauer Hochschule für Malerei, Bildhauerei und Architektur mit Abschluss 1901 und dann in St. Petersburg an der Kaiserlichen Akademie der Künste mit Abschluss 1906 als Künstler-Architekt.
Hermann arbeitete in Moskau als Assistent Adolf Wilhelm Erichsons. Für den Möbelhändler R. B. Lewisson baute er mit Erichson 1901–1902 ein dreistöckiges Geschäftshaus (Uliza Bolschaja Dmitrowka 32).
Später eröffnete Hermann in Moskau ein eigenes Architektenbüro. Er baute Mietshäuser, so 1906 am Gagarinski Pereulok 9, 1910 am Arbat 40. Zusammen mit Wladimir Wladimirowitsch Sherwood und Alexei Jefremowitsch Sergejew baute er 1911–1915 für die Moskauer Kaufmannsgesellschaft ein Mietshaus (Soljanka 1/2 - Uliza Sabelina 2/1). 1913 baute er für die reiche Wohltäterin Julija Timofejewna Krestownikowa einen Mietshauskomplex (Pokrowski Bulwar 14/6 - Bolschoi Trjochswjatitelski Pereulok 6/14) und für A. I. Mamontow eine Druckerei (Filippowski Pereulok 13). Im gleichen Jahr baute er ein sechsstöckiges Mietshaus (Powarskaja Uliza 28, Gebäude 1 an der Kreuzung mit dem Maly Rischewski Pereulok), in dem er dann selbst wohnte (in sowjetischer Zeit wohnten hier die Musiker Michail Michailowitsch Ippolitow-Iwanow, Felix Michailowitsch Blumenfeld, Heinrich Neuhaus, der Polarflieger Fabio Brunowitsch Farich und die Marschälle der Sowjetunion Boris Michailowitsch Schaposchnikow und Alexander Iljitsch Jegorow).
In Astrachan baute Hermann ein Kühlhaus und eine Handelsschule.
Nach der Oktoberrevolution arbeitete er in der Kooperative Techbeton mit, in deren Auftrag er mehrere Bauten erstellte, so 1926 das Wohnhaus Chlebny Pereulok 14.
Hermann wurde in Moskau auf dem Wagankowoer Friedhof begraben.